# Human After All
Human After All é o terceiro álbum de estúdio da dupla francesa Daft Punk, primeiramente lançado em 14 de março de 2005 internacionalmente e um dia depois nos Estados Unidos. Com ele, Daft Punk aplica minimalismo e rock ao seu estilo francês de house music. Recebeu consigo opiniões observando suas seis semanas de criação, o que é particularmente curto em relação aos álbuns de estúdio anteriores Discovery e Homework.
Este álbum foi lançado com o sistema de proteção Copy Control em algumas regiões.

## Concepção
A edição japonesa da ilustração do álbum apresenta uma citação de Daft Punk declarando: "Acreditamos que Human After All fala por si". Em uma declaração posterior, Daft Punk considerou Human After All ser o favorito dos seus três álbuns de estúdio e que se trata de "pura improvisação". A curta criação do álbum e a mínima produção tinham sido decididas antecipadamente como contraponto ao seu álbum anterior. Como Thomas Bangalter afirmou, "Estávamos definitivamente seduzidos no momento pela ideia de fazermos o oposto de Discovery". Ele também afirmou que Human After All foi criado principalmente com duas guitarras e uma máquina de ritmos. Além disso, foi produzido em duas semanas e mixado em quatro, o que é diferenciado comparando-se com seus materiais mais antigos.
Bangalter afirmou que o álbum é uma tentativa de descobrir onde os sentimentos humanos residem na música. Ele mais tarde comentou que "sentimo-nos como o terceiro álbum ter sido sobre esta sensação de qualquer medo ou paranoia… [a gravação] não é algo destinado a fazer você se sentir bem". Quando questionado sobre a reação positiva ao uso das faixas em recentes performances ao vivo de Daft Punk, Bangalter expressou que, "Human After All foi a música que queríamos fazer no momento em que fizemos. Sempre sentimos que houve uma ligação lógica entre os nossos três álbuns, e é ótimo ver que as pessoas dando a impressão de compreender quando escutam agora no show ao vivo".
A imagem da capa de Human After All apresentava o logotipo de Daft Punk exibido em uma tela de televisão. Cada single do álbum ("Robot Rock", "Technologic", "Human After All" e "The Prime Time of Your Life") apresenta uma capa com uma imagem diferente em uma tela semelhante. Este tema de televisão também é representado com faixas do álbum, incluindo "On/Off" e "Television Rules the Nation".

## Recepção
| Críticas profissionais | Críticas profissionais |
| Pontuações agregadas   | Pontuações agregadas   |
| Fonte                  | Avaliação              |
| ---------------------- | ---------------------- |
| Metacritic             | (57/100)               |
| Avaliações da crítica  |                        |
| Fonte                  | Avaliação              |
| Allmusic               | [ 8 ]                  |
| Entertainment Weekly   | (C)                    |
| The Guardian           | [ 10 ]                 |
| NME                    | (7/10)                 |
| No Ripcord             | (5/10)                 |
| Pitchfork Media        | (4.9/10)               |
| Robert Christgau       | [ 14 ]                 |
| Rolling Stone          | [ 15 ]                 |
| Spin                   | (C-)                   |
| Stylus Magazine        | (A-)                   |

Quando o álbum vazou na Internet vários meses antes do lançamento, fãs especularam que isso fosse uma farsa destinada ao compartilhamento de arquivos. Críticas notaram que as faixas do álbum foram excessivamente repetitivas e de qualidade primitiva. Críticos também acharam que, apesar da re-afirmação da bondade que seu título sugere, o álbum permaneceu evidentemente mecânico.
No entanto, Human After All é visto como um estranha e ousada declaração musical. Uma crítica da Stylus Magazine afirmou, "é a mesma história, faixa após faixa, intencionalmente confundindo alternância de variação, a intensificação de desenvolvimento e dinâmicas. Em outras palavras, um brilhante exemplo de música no século 21".
A turnê ao vivo apresentando faixas de Human After All fez com que pessoas reconsiderassem o que sentiam sobre o álbum. Pedro Winter, na época empresário de Daft Punk, declarou, "Quando exibimos Human After All, tive um monte de feedbacks ruins, como, 'É tão repetitivo. Não tem nada de novo. Daft Punk costumava ser bom'. Depois, eles voltam com um show de luzes, e todo mundo cala as suas bocas… as pessoas sequer pediram desculpas, como, 'Como poderíamos ter julgado mal Daft Punk?' O show ao vivo mudou tudo. Mesmo que eu faça parte disto, eu gosto de voltar atrás e admirar. Eu chorei".
O primeiro single "Robot Rock" recebeu atenção moderada, atingindo a 32ª posição nas paradas musicais no Reino Unido e a 15ª nos Estados Unidos, mas não foi um grande hit. O segundo single "Technologic" só atingiu a 40ª posição no Reino Unido, mas consideravelmente foi melhor em airplay. A faixa também foi destaque em The O.C. e em um comercial do iPod. Um sample da faixa também foi usada como um refrão para o single "Touch It" de Busta Rhymes.
Human After All foi indicado para o Grammy Award for Best Electronic/Dance Album em 2006.

## Faixas
Todas as músicas compostas por Thomas Bangalter e Guy-Manuel de Homem-Christo, exceto a com anotação.
| N.º | Título                                                   | Duração |  |
| 1.  | "Human After All"                                        | 5:19    |  |
| 2.  | "The Prime Time of Your Life"                            | 4:23    |  |
| 3.  | "Robot Rock" (Bangalter, de Homem-Christo, Kae Williams) | 4:47    |  |
| 4.  | "Steam Machine"                                          | 5:22    |  |
| 5.  | "Make Love"                                              | 4:48    |  |
| 6.  | "The Brainwasher"                                        | 4:08    |  |
| 7.  | "On/Off"                                                 | 0:19    |  |
| 8.  | "Television Rules the Nation"                            | 4:47    |  |
| 9.  | "Technologic"                                            | 4:44    |  |
| 10. | "Emotion"                                                | 6:57    |  |

## Pessoal
- Daft Punk – guitarras, teclados, samples, vocoders, vocais, máquinas de ritmos, programação, produção
- Cédri Hervet – coordenação de produção
- Gildas Loaëc – coordenação de produção
- Nilesh "Nilz" Patel – masterização

## Desempenho nas paradas
| Paradas (2005)                                         | Melhor posição |
| ------------------------------------------------------ | -------------- |
| Alemanha (Media Control Charts)                        | 38             |
| Austrália (ARIA Charts)                                | 36             |
| Áustria (Ö3 Austria Top 40)                            | 23             |
| Bélgica (Ultratop 50 Flandres)                         | 8              |
| Bélgica (Ultratop 40 Valônia)                          | 11             |
| Espanha (PROMUSICAE)                                   | 87             |
| Estados Unidos (Billboard 200)                         | 98             |
| Estados Unidos (Billboard Top Dance/Electronic Albums) | 1              |
| França (SNEP)                                          | 3              |
| Grécia (IFPI)                                          | 6              |
| Holanda (Mega Charts)                                  | 40             |
| Irlanda (IRMA)                                         | 10             |
| Itália (FIMI)                                          | 19             |
| Noruega (VG-lista)                                     | 36             |
| Reino Unido (UK Albums Chart)                          | 10             |
| Suécia (Sverigetopplistan)                             | 30             |
| Suíça (Schweizer Hitparade)                            | 8              |

| Paradas (2005)                                   | Melhor posição |
| ------------------------------------------------ | -------------- |
| Estados Unidos (Billboard Top Electronic Albums) | 16             |
| França (SNEP)                                    | 92             |

## Certificações
| País              | Certificação | Vendas  |
| ----------------- | ------------ | ------- |
| França (SNEP)     | 2× Ouro      | 200.000 |
| Reino Unido (BPI) | Prata        | 60.000  |

## Álbum de remix
Human After All: Remixes foi lançado em 29 de março de 2006 exclusivamente no Japão. Possui vários remixes anteriormente indisponíveis em CD em uma prensagem limitada de 3.000 cópias. Uma edição limitada do álbum incluía um conjunto de kubricks de Daft Punk. Um relançamento foi disponibilizado também somente no Japão em 17 de junho de 2014 contendo 4 faixas bônus adicionais. Em 9 de agosto de 2014, o álbum foi lançado internacionalmente contendo um remix de "Technologic" por Le Knight Club.